# It's No Game
«It's No Game» es una canción escrita por el músico británico David Bowie para el álbum de 1980, Scary Monsters (and Super Creeps), presentando una guitarra líder por Robert Fripp. La canción está dividida en dos partes, como apertura y cierre del álbum.

## Música y letra
La canción contiene letras y voces melódicas tomadas de una canción inédita llamada "Tired of My Life" en 1970, sin embargo, algunos dicen que fue escrita cuando Bowie tenía 16.

### No. 1
Las letras de "It's No Game (No. 1)" son cantadas en japonés por Michi Hirota, con Bowie gritando la traducción en inglés "as if he's literally tearing out his intestines", de acuerdo con los escritores de NME, Roy Carr y Charles Shaar Murray.

### No. 2
En contraste a la intensidad musical y vocal de la primera parte, "It's No Game (No. 2)" es mucho más tranquila; Carr y Murray interpretaron que al ser la pista de cierre, Bowie estaba "enfrentando la misma situación que enfrentó al comienzo del álbum. Las cosas no han mejorado, pero lo está tomando mejor".

## Otros lanzamientos
- La canción fue publicado como lado B del lanzamiento de sencillo en Estados Unidos de "Ashes to Ashes" en agosto de 1980.[5]
- La versión japonesa del sencillo "Fashion" tiene "It's No Game (No. 1)" como lado B.[6]

## Otras versiones
- Born to Worry – Loving the Alien: Athens Georgia Salutes David Bowie.[7]
- Nine Inch Nails – la melodía de la guitarra, ralentizado y en reversa, apareció en "Pinion" del EP Broken.[3]